# Toghunik
Toghunik (in armeno Տորունիք) è un comune di 138 abitanti (2010) della Provincia di Syunik in Armenia.